# 12648 Ibarbourou
12648 Ibarbourou este o planetă minoră (asteroid), cu un diametru de 3,356 km, din centura de asteroizi. A fost descoperită pe 17 octombrie 1977 la Observatorul Palomar de Cornelis Johannes van Houten. 
Obiectul prezintă o orbită caracterizată de o semiaxă mare de 2,3812308 UAi, o excentricitate de 0,08, o înclinație de 6,20407 ° în raport cu ecliptica.